# Hellamaa (Pühalepa)
Hellamaa − wieś w Estonii, w prowincji Hiuma, w gminie Pühalepa.